# Diocesi di Uyo
La diocesi di Uyo (in latino: Dioecesis Uyoënsis) è una sede della Chiesa cattolica in Nigeria suffraganea dell'arcidiocesi di Calabar. Nel 2022 contava 986.908 battezzati su 7.681.000 abitanti. È retta dal vescovo John Ebebe Ayah.

## Territorio
La diocesi comprende 23 delle 31 Local Government Areas nella parte orientale e meridionale dello Stato nigeriano di Akwa Ibom.
Sede vescovile è la città di Uyo, dove si trova la cattedrale di Cristo Re.
Il territorio è suddiviso in 92 parrocchie.

## Storia
La diocesi è stata eretta il 4 luglio 1989 con la bolla Studio postulatoque di papa Giovanni Paolo II, ricavandone il territorio dalla diocesi di Calabar (oggi arcidiocesi).
Originariamente suffraganea dell'arcidiocesi di Onitsha, il 26 marzo 1994 è entrata a far parte della provincia ecclesiastica di Calabar.

## Cronotassi dei vescovi
Si omettono i periodi di sede vacante non superiori ai 2 anni o non storicamente accertati.
- Joseph Effiong Ekuwem (4 luglio 1989 - 2 febbraio 2013 nominato arcivescovo di Calabar)
- John Ebebe Ayah, dal 5 luglio 2014

## Statistiche
La diocesi nel 2022 su una popolazione di 7.681.000 persone contava 986.908 battezzati, corrispondenti al 12,8% del totale.
| anno | popolazione | popolazione | popolazione | presbiteri | presbiteri | presbiteri | presbiteri                | diaconi | religiosi | religiosi | parrocchie |
| anno | battezzati  | totale      | %           | numero     | secolari   | regolari   | battezzati per presbitero | diaconi | uomini    | donne     | parrocchie |
| ---- | ----------- | ----------- | ----------- | ---------- | ---------- | ---------- | ------------------------- | ------- | --------- | --------- | ---------- |
| 1990 | 377.300     | 3.000.000   | 12,6        | 51         | 46         | 5          | 7.398                     |         | 5         | 42        | 30         |
| 1997 | 598.028     | 1.779.856   | 33,6        | 50         | 45         | 5          | 11.960                    |         | 6         | 32        | 39         |
| 2008 | 719.000     | 1.915.000   | 37,5        | 75         | 73         | 2          | 9.586                     |         | 2         | 56        | 63         |
| 2014 | 752.000     | 2.004.000   | 37,5        | 75         | 73         | 2          | 10.026                    |         | 2         | 56        | 63         |
| 2017 | 856.170     | 6.439.700   | 13,3        | 93         | 89         | 4          | 9.206                     |         | 4         | 59        | 72         |
| 2020 | 981.818     | 7.212.170   | 13,6        | 108        | 104        | 4          | 9.090                     |         | 4         | 67        | 74         |
| 2022 | 986.908     | 7.681.000   | 12,8        | 114        | 110        | 4          | 8.657                     |         | 4         | 56        | 92         |